# Borzna
Borzna (în ucraineană Борзна) este orașul raional de reședință al raionului Borzna din regiunea Cernigău, Ucraina. În afara localității principale, mai cuprinde și satele Bilșovîk, Kînașivka, Liubomudrivka și Zabilivșciîna.

## Demografie
Componența lingvistică a orașului Borzna
     Ucraineană (97,8%)
     Rusă (1,97%)
     Alte limbi (0,13%)
Conform recensământului din 2001, majoritatea populației orașului Borzna era vorbitoare de ucraineană (97,8%), existând în minoritate și vorbitori de rusă (1,97%).